# Palpita maritima
Palpita maritima is een vlinder uit de familie van de grasmotten (Crambidae), uit de onderfamilie van de Spilomelinae. De wetenschappelijke naam van deze soort is voor het eerst voorgesteld door James Sullivan en Maria Alma Solis in een publicatie uit 2013.
De soort komt voor in de kustgebieden van het zuidoosten van de Verenigde Staten.